# 大桑村 (岐阜県)
大桑村（おおがむら）は、かつて岐阜県山県郡に存在した村である。
昭和の大合併で山県郡高富町の一部となり、現在は山県市の一部である大桑（おおが）に該当する。
旧・高富町の北西部に該当し、鳥羽川上流部に位置する。戦国時代には大桑城の城下町が存在していた。

## 歴史
- 江戸時代末期、この地域は美濃国山県郡であり、天領であった。
- 1889年（明治22年）7月1日 - 町村制の施行により大桑村が成立。
- 1955年（昭和30年）4月1日 - 旧高富町、富岡村、梅原村、桜尾村と合併し、新制高富町が発足。同日大桑村が廃止された。

## 教育
- 大桑村立大桑小学校 （現・山県市立大桑小学校）
- 組合立大桜中学校[1]（1971年に高富中学校と統合。現・山県市立高富中学校）

## 寺社・旧蹟
- 南泉寺（瑞應山南泉寺）
- 般若寺（金剛山般若禪寺）
- 普真山円教寺
- 瑞巖山善性禪寺
- 永光寺
- 十五社神社（十五社大権現）
- 祥雲山多福寺
- 洞照寺
- 取矢神社
- 大桑城
- 補陀山千手院
- 瑞泉山正源寺
- 大乗山妙楽寺 – 本願寺派